# Piteå stadshotell
Piteå stadshotell är ett stadshotell i Piteå. Hotellet ligger på Olof Palmes gata 1 i Kvarteret Häggen.
Hotellet ritades av Viktor Åström och är uppfört i jugendstil. Bland tidigare ägaren hittas till exempel Hilding Holmqvist, Patrik Attini, Tobias Lindfors, Jan Aspvik och Staffan Persson.  

## Historia

### Ursprunglig plan
År 1900 fick arkitekt Viktor Åström i uppdrag att rita ett nytt hotell, planerat att omfatta mer än halva kvarteret Häggen i Piteå stad.  Hotellet skulle således vara omgärdat av Storgatan, Aronsgatan och Prästgårdsgatan. Byggnaden skulle inkludera ingångar från Storgatan till post- och banklokaler samt en festsal och en biljardlokal. Utmed Prästgårdsgatan planerades en park. Den beräknade kostnaden uppgick till 280 000 kronor, vilket förväntades kunna återbetalas genom de intäkter byggnaden skulle generera.  Planerna blev dock aldrig verklighet.
Drätselkammaren ansåg att antalet resanderum var otillräckligt och att den planerade placeringen skulle kräva rivning av det dåvarande stadshuset som fortfarande var i gott skick och användbar för flera ändamål. Därav avslogs Åströms förslag av stadsfullmäktige och istället skepp en nationell arkitekttävling. Ingen av vinnarförslagen kom dock att byggas.

### Invigning

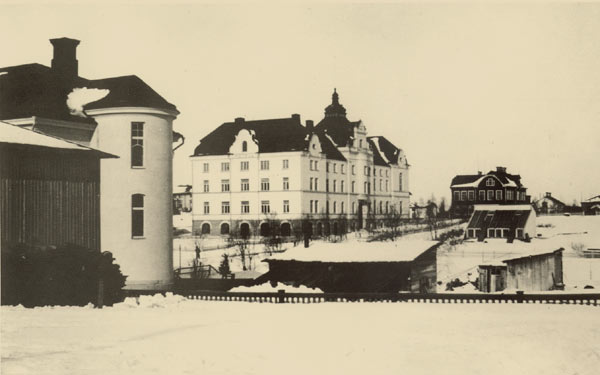
Nybyggda stadshotellet 1908

Åström fick istället uppdraget att rita ett nytt förslag på hotellbyggnad, denna gång med placering i kvarteret Lönnen (nuvarande plats). Piteå stadshotell kunde därefter invigas 1906. Fastigheten kostade 325 345 kronor att uppföra och var byggd i Grisbergsgranit. I Fäderneslandet beskrevs byggnaden i samband med invigningen:
| "Det står ett hus på backen just där vid vägens krön ett lysande exempel på byggnadskonst så skön". |

Piteå stadshotell byggdes i jugendstil och fick en grund av Råbergsgranit och då moderna faciliteter som  centralvärme (varmluft) och eget elektricitetsverk. Till restaurangen byggdes två matsalar, ett biljardrum och ett större schweizeri. Hotellet fick 22 resanderum som alla försågs med egen telefon. På plan två fanns en festivitetssal.

### Rivning, modernisering och renovering
Hotellet moderniserades 1954 och 1982 revs den så kallade festivitetssalen. Detta trots protester från kulturnämnden som länsantikvarien och den politiska oppositionen. Den gamla festivitetssalen omvandlades i samband med detta till 26 hotellrum i två våningar. Fastigheten såldes 1990 till Clifford Söderberg för 32 miljoner kronor, men Piteå kommun köpte tillbaka fastigheten 1993 för 14 miljoner kronor när verksamheten gick i konkurs. Därefter renoverades fastigheten för ungefär en miljon kronor per år fram till 2007. År 1999 tog Patrik Attini över som arrendator.
År 2006 uppgick antalet rum till 103. Piteå kommun stod som ägare och arrendatorer sedan ett antal år var Patrik och Linda Attini. Den 1 maj året därpå tog Hilding Holmqvist över arrendet för stadshotellet och i slutet av året kommunicerades att han även skulle köpa fastigheten. Han ägde hotellet fram till 2016 då både fastigheten och hotellet såldes till Tobias Lindfors och Jan Aspvik, ägare till bemanningsföretaget Studentconsulting och utbildningsföretaget Miroi. Året därpå, 2017, såldes hotellet ännu en gång, nu till finansentreprenören Staffan Persson.
År 2024 meddelades att stadshotellets tak och fasad skulle genomgå omfattande renoveringar åren 2024–2026. Taket var fram till dess originaltaket från början av 1900-talet. Samma år omfattade hotellet 200 bäddar fördelade på 94 rum totalt. Till de 94 rummen inkluderades affärsrum, enkelrum, dubbelrum, familjerum, sviter och minisviter.

## Ledande personer
Nedan presenteras en lista över stadshotellets ägare, arrendatorer och källarmästare.
| År         | Ägare                          | Arrendator                                       | Källarmästare                                               |
| ---------- | ------------------------------ | ------------------------------------------------ | ----------------------------------------------------------- |
| 1909–1915  |                                |                                                  | Anton Johansson, från Motala                                |
| 1915–1916  |                                |                                                  | John James Edberg, från Sundsvall                           |
| 1915–1922  |                                | Lars Magnus Larzon, född i Lysvik, Sunne         |                                                             |
| 1922–1927  |                                | Fredrik Harald Jansson, bördig från Östergötland |                                                             |
| 1928–1928  |                                | Harald Svansson                                  |                                                             |
| 1929       |                                | Ewa Svansson (f. född Hammarlund)                |                                                             |
|            |                                | Hildur Bergström                                 |                                                             |
| 1932–1937  |                                | Ernst O.V. Bloss, född i Stockholm               |                                                             |
| 1940-talet |                                | Oskar Wilhelm Mynde                              |                                                             |
|            |                                | Edit Wallstén, född i Tuna Medelpad              |                                                             |
| 1957       |                                | Heinz Klötske                                    | Otto Åsman                                                  |
| 1960-talet |                                | Enskilda Restaurang AB                           | Gösta Eriksson                                              |
| 1970-talet |                                | Clifford Söderberg, Piteå                        | Rolf Dahlgren, i slutet av 1970-talet ersatt av Leif Strand |
|            |                                | Reinhold Öhman                                   | Valborg Larsson                                             |
| 1999–2007  | Piteå kommun                   | Patrik och Linda Attini                          |                                                             |
| 2007–2008  | Piteå kommun                   | Hilding Holmqvist                                |                                                             |
| 2008–2016  | Hilding Holmqvist              |                                                  |                                                             |
| 2016–2017  | Tobias Lindfors och Jan Aspvik |                                                  |                                                             |
| 2017–      | Staffan Persson                |                                                  |                                                             |